# Jan Jestřábek
Jan Jestřábek (7. února 1834 Velká Bystřice – 14. prosince 1893 Velká Bystřice) byl rakouský politik české národnosti z Moravy; poslanec Moravského zemského sněmu a starosta Velké Bystřice.

## Biografie
Od roku 1868 až do roku 1893 byl starostou Velké Bystřice. Ve věku 19 let převzal správu otcova mlýna, který vybavil americkým strojním zařízením. Působil jako mlynář a rolník ve Velké Bystřici. Bylo mu uděleno čestné občanství Velké Bystřice a získal Zlatý záslužný kříž.
V 70. letech se zapojil i do vysoké politiky. V doplňovacích zemských volbách 22. listopadu 1873 byl zvolen na Moravský zemský sněm, kde zastupoval kurii venkovských obcí, obvod Olomouc. Mandát zde obhájil v řádných zemských volbách roku 1878 a zemských volbách roku 1884. V roce 1873 je řazen mezi staročechy.
Zemřel v prosinci 1893 ve věku 60 let.